# 辻しのぶ (1973年生の俳優)
辻 しのぶ（つじ しのぶ、1973年2月16日 - ） は、俳優、ラジオパーソナリティ。特技は手話。趣味は映画鑑賞、骨董品巡り。

## 出演

### 映画
- 草の乱（2004年） - 監督：神山征二郎
- 凍える鏡（2009年） - 監督：大嶋拓
- 湯を沸かすほどの熱い愛（2016年） - 監督：中野量太
- アンダードッグ（2021年） - 監督：武正晴
- 名も無い日（2021年） - 監督：日比遊一
- さすらいのボンボンキャンディ（2022年） - 監督：サトウトシキ
- 福田村事件（2023年） - 監督：森達也
- BASE FOOD Branded Movie 『父を、乗せて。』（2024年） - (監督：常盤司郎)

### インディーズ映画
- 彼女に触れると危ないぜ（2005年） - 監督：藤田竜輔
- TWO LANE TWO LANE（2007年） - 監督：藤田竜輔
- TRAVELING（2008年） - 監督：中昌紀
- からまり、つながる（2009年） - 監督：谷村香織、水戸短編映画祭 コンペティション出場作品
- かえりみち（2010年） - 《ナレーション》、監督：谷村香織
- 愛しいあなたに会えるまで（2013年） - 監督：坂本直樹
- のれそれ（2014年） - 監督：管勇毅
- PLASTIC CRIME（2014年） - 監督：加藤悦生、2014SKIPシティ映画祭ノミネート作品
- すとっくほるむ（2016年） - 監督：栗原光男
- 三尺魂（2017年） - 監督：加藤悦生、東京国際映画祭にて上映、SKIPシティアワード・観客賞受賞
- メモリードア（2021年） - 監督：加藤悦生、第20回中之島映画祭 グランプリ受賞[2]、賢島映画祭 主演女優賞受賞[3]
- 星屑家族（2022年） - 監督：鈴木奏

### 舞台
- みずノ卵公演（手話によるパフォーマンス）（1999年 - 2002年）
- フリークルーズ公演「カワニナ」（1999年 - 2002年）
- 心日庵公演（2003年 - 2012年）
- 日穏公演「スキヤキ」（2013年）
- アロッタファジャイナ プロデュース「かもめ」（2014年）
- フランス演劇クレアシオン「フライトNo.2037」（2014年）
- アロッタファジャイナ プロデュース「安部公房の冒険」新国立劇場（2014年）
- CROISERプロデュース「ファミーユ かぞくのはなし」（2014年）
- あうるすぽっとプロデュース「TUSK TUSK」（2015年）
- 国際イプセンフェスティバル「フォルケフィエンデ-人民の敵-」シアターx（2016年）
- 雷ストレンジャーズ「緑のオウム亭」（2017年）
- 壁なき演劇センター「ビザール 〜奇妙な午後〜」（2017年）
- 「かもめ」（アントン・チェーホフ）ベオグラード国際演劇祭（2017年）
- 雷ストレンジャーズ「父」（2018年）
- Ova9 「Necessary Targets 〜ボスニアに咲く花〜」（2019年）
- Ova9 「NYOTAIMORI」（2020年）
- 「ボノボたち」NLTプロデュース（作：ローラン・バフィ 翻訳・演出：山上優）（2020年）
- 「ブレストウォーズ　恋する標準治療！」（脚本・演出：鹽野佐和子 SARA）（2021年）
- Ova9「Necessary Targets 〜ボスニアに咲く花〜」（2021年）
- 「落語芝居」貧乏神・死神（2022年）
- Ova9「ダブリンの演劇人たち」（2022年）
- 『ある時間』（脚本：藤田傳）（2023年）
- 劇団1980 「座長っ！」（脚本・演出：河本瑞貴）（2023年）
- 「みんなのうた！」 アップスシアタープロデュース（2024年）

### テレビ出演
- NHKみんなの手話（スキット）（1999年 - 2001年）
- 新耳袋（2003年）
- WOWWOW 音魂ウィークリーチャート（2004年 - 2005年）
- 大河ドラマ 花燃ゆ（2015年）
- BSフジ TOKYOストーリーズ（2020年） - 「妖怪・東京太郎の今」「宇宙移民の光と影」ナレーション。
- NHK 夜ドラ 「柚木さんちの四兄弟。」（2024年）

### ラジオ
- TOKYO FM / FM仙台共同制作「ライターのつぶやき」〜河北新報の5年〜（2016年）、ギャラクシー賞受賞[4][5]
- TOKYO FM 「終わった人」（内館牧子原作）（2017年）
- TOKYO FM 「クリスマスの告白」（2017年）
- TOKYO FM 「森山良子〜月と砂漠の幻想ラジオ〜」（2018年）
- TOKYO FM 特別番組「Positive〜コロナとホテルとラインチャット〜」（2020年）
- 東日本大震災から10年 TOKYO FM特別番組「LOVE & HOPE 〜10年目の春だより」（2021年）
- TOKYO FM 特別番組 「銀座の神様〜小林亜星との日々」（2021年）
- TOKYO FM 特別番組「瀬戸内寂聴、ラジオ語り〜東北への想い、平和への祈り〜」（2022年）
- Inter FM 「Voyage」パーソナリティ（2023年 - ）
- TOKYO FM 特別番組「林檎の樹の下で眠るとき ヴォイス・オブ・ザ・ピープル〜戦争語彙集〜」（2023年）
- TOKYO FM 関東大震災 特別番組  「福田村事件～暴走する言葉の群れ～」 (2024年)

### テレビCM
- テレビ朝日「世界にひとつだけ」（教室の楽しさ)（FLOWFRLIFE）篇（2005年）
- TOYOTAカローラウェブサイト「新しい尺度」（2006年）
- 再春館製薬所「大切なことに気づける」〜母とのぼる階段〜（2015年）
- 学研「勉強が楽しくなるドリル・参考書」（2016年）
- オイレスECO「ブリイユ」（2018年）
- 四国電力「よんでんeストーリーズ」（2018年）
- 資生堂「表情プロジェクト」（2018年）
- 日本生命「見守るということ。」（2018年）
- ポラス「はじめての内覧」（2021年）
- 小林製薬「桐灰カイロ」（2022年）
- パナソニック「いつもの日を愛の日に」（2022年）

### ラジオCM
- TOKYO FM AJINOMOTO 快眠サポートサプリ「グリオ」(2017年)
- TOKYO FM エスプリライン 「スピードラーニング」(2017年)

### 手話通訳、手話指導
- 詩の雑誌 12号 「谷川俊太郎＋正津勉／ゲスト米内山明宏」対談
- CS 「がんばろうBOX」字幕担当
- 岡田正子「ベラ・レーヌ・システム」 ワークショップ
- 大河ドラマ「花燃ゆ」
- 映画「湯を沸かすほどの熱い愛」